# メロディーレーン
メロディーレーン（欧字名:Melody Lane、2016年2月12日 - ）は、日本の競走馬・繁殖牝馬。
馬体重300kg台前半という非常に小柄な馬体ながら、長距離競走を得意とするステイヤーとして注目を集めた。また重賞未勝利ながら非常に多くのファンを持つ日本競馬屈指のアイドルホースであった。
馬名の意味は「椿の品種の一つ」。

## 馬体重
サラブレッドの平均的な馬体重は450kg～500kgとされるが、本馬の馬体重は最小記録が330kg、最大でも358kg（2022年12月3日現在）と、非常に小柄である。
JRA史上最高馬体重での出走記録（640kg）と優勝記録（626kg）を保持するショーグンと比較するとおよそ5割程度の馬体重となり、JRA史上最高馬体重でのGI勝利記録を持つヒシアケボノ（1995年スプリンターズステークス優勝時の馬体重が560kg）や日本史上最高馬体重でのGI勝利記録を持つアポロケンタッキー（2016年東京大賞典優勝時の馬体重が565kg）、JRA史上最高馬体重での重賞勝利記録を持つドンフランキー（2023年プロキオンステークス優勝時の馬体重が594kg）などと比較してもおよそ6割程度の馬体重しか持ち合わせていない。父親が同じオルフェーヴルで、牝馬のJRA史上最高馬体重G1勝利のラッキーライラック（2020年エリザベス女王杯優勝時の馬体重が522kg）と比較しても7割以下の馬体重である。
馬体重が非常に小さいため、馬体重に対する負担重量の割合も大きい。菊花賞出走時の斤量55kgは馬体重（340kg）比で約16%に達し、大型馬として知られたキタサンブラック（菊花賞出走時の馬体重530kg）に換算すると約86kgの斤量を背負っていることになる。
本馬以前に300kg台の馬体で好成績を残した馬は、1971年の優駿牝馬に優勝したカネヒムロ（出走時384kg、GI競走優勝馬史上最軽量）、1992年の阪神3歳牝馬ステークス（現：阪神ジュベナイルフィリーズ）を制したスエヒロジョウオー（出走時390kg、カネヒムロに次ぐ史上2位の記録）、古くには1959年の中山大障害（春）優勝馬オータジマ（馬体重発表以前であったが350kgほどの馬体とされる）などが挙げられる。
なお地方競馬も含めた日本全体での史上最小馬体重出走記録は、大井競馬場所属で本馬の1歳年下にあたる牝馬バジガクモミジが記録した315kgである。

### 両親・兄弟の馬体重
父オルフェーヴルは3歳前半の馬体重が450kg前後とやや小柄な部類に入り、日本ダービー優勝時の馬体重444kgはシャフリヤールと並んで同レース優勝馬史上最小の馬体重となっている（歴代3位はディープインパクトの448kg）。オルフェーヴルの全兄ドリームジャーニーは更に小柄で、朝日杯フューチュリティステークス優勝時の416kg、宝塚記念優勝時の424kg、有馬記念優勝時の426kgはいずれも各レース優勝馬史上最小の馬体重である。本馬の父父に当たる、オルフェーヴル、ドリームジャーニーの父であるステイゴールドも古馬になってからでも410〜430kg台でレースに出走していた小柄な馬だった。一方でオルフェーヴル産駒には重量級の馬もおり、前述のラッキーライラックはそれまでの牝馬G1馬の記録を10キロ以上更新する522kgでG1を勝利した。
母メーヴェはキャリア最小の馬体重がチューリップ賞出走時の446kg、最大が常総ステークス出走時の464kgで、牝馬としては平均的な体格であった。
メーヴェは受胎率が悪く、本馬と菊花賞・天皇賞（春）・宝塚記念を制した2歳下の半弟タイトルホルダー（父ドゥラメンテ）の後に不受胎が続いたものの、2023年に半妹（父ベンバトル）が産まれている。なおタイトルホルダーの馬体重は462kg〜478kg（2023年3月25日時点）と、こちらも平均的な体格に収まっている。

## 経歴

### デビュー前
2016年2月12日に北海道新ひだか町の岡田スタッドで誕生。共有馬主システム「LEX PRO」より総額1480万円（1口148万円×10口）で募集されたが、満口にはならずに販売終了となった。募集時の紹介文には「ややコンパクトな体格ですが、どっしりとした腹袋や発達した後躯など前記の2頭（父オルフェーヴルと母メーヴェ）と類似するものを持っています。後ろ脚を大きく使った走りからは父譲りの瞬発力が見て取れ、芝の中距離で豪快に追い込んでくる姿が目に浮かびます」と記されていた。2017年11月時点での測尺は体高151cm、胸囲172cm、管囲19.0cm、同年12月時点での馬体重は389kgだった。

### 2歳（2018年）
10月13日、京都競馬場の新馬戦（1600m）でデビュー。小柄な馬体を考慮し、3kg減量の特典がある見習騎手の三津谷隼人鞍上での出走となった。この時の馬体重は336kgであり、1979年にシルバーソシアスが記録した2歳出走馬JRA最小馬体重記録（340kg）を39年振りに更新した。レースでは17頭中16番人気の低評価となり、結果も10着に終わった。
200mの距離延長となった11月4日京都の未勝利戦（1800m）では出走馬中最低人気での大敗となったが、「母親が2000m以上で勝っていたので、一か八かで」出走した11月25日の未勝利戦（2000m）ではシンガリ人気ながら3着に好走した。
その後同距離の12月23日阪神の未勝利戦（2000m）では12番人気で6着に入り、この年を終える。

### 3歳（2019年）
年明け初戦は3月2日小倉の未勝利戦（2000m）に出走したが10着に敗れた。この時は前走から馬体重マイナス12kgとなり、グランローズが持つJRA出走馬最小馬体重記録（330kg）に並ぶこととなった。
その後2000m戦を3走するも最高着順が6着という結果に終わったが、同年にデビューした斎藤新の鞍上で出走し400mの距離延長となった5月26日の未勝利戦（2400m)では10番人気ながら3着に入った。
鞍上に本年デビューの岩田望来を迎えて出走した6月15日阪神の未勝利戦（2400m）では上位人気に支持されると、後方待機から外を回して直線で一気に追い上げ、メンバー中最速の上がり3ハロン35.7秒の末脚で後続を突き放し、2着ダンディズムに9馬身差（1.5秒差）を付けて勝利。10戦目で初勝利を飾るとともに、1972年にジャンヌダルクが記録したJRA最小体重優勝記録（350kg）を47年振りに更新した（340kg）。また、このレースには2023年に高松宮記念を優勝したファストフォースがデビューしている。
再び2000mでのレースとなった7月13日中京の1勝クラス戦では13着と大敗したが、一気に600mの距離延長となった9月28日の1勝クラス戦（2600m）では後方待機から直線で突き抜けて前を差し切り、2馬身半差を付けて2勝目を挙げた。勝ちタイム2分37秒1は芝2600mの日本レコードとなり、さらに馬体重は自身の持つJRA最小馬体重勝利記録を2kg更新する338kgであった。
勝利後、本馬を管理する森田直行調教師は「追い切りよりもレースの方が息が上がっていないぐらい。心臓と肺が強過ぎる」「菊花賞の登録も考えたい」とコメント。クラシック登録をしていなかったため、200万円を払って菊花賞への追加登録を行った。
登録時点ではフルゲート18頭に対して登録頭数が22頭であり、収得賞金が最も少ない（900万円、優先出走権なし）4頭の内の1頭の本馬は除外対象であった。しかしその後賞金上位のアドマイヤジャスタとアドマイヤスコール、さらに同じく除外対象だったバラックパリンカが出走を回避したため3分の2の抽選となり、抽選を突破。牝馬としては2009年のポルカマズルカ（17着）以来10年振り、1984年のグレード制導入以降では1995年のダンスパートナー（1番人気で出走し5着）を含めて3度目の菊花賞出走となった。
迎えた10月20日京都の菊花賞（3000m）では前走からプラス2kgの馬体重340kgで出走し、JRA重賞出走馬史上最小馬体重記録を更新。同時にドリームジャーニーが持つ菊花賞出走馬の最小馬体重記録（412kg）を大幅に更新した。本馬とのコンビで2勝を挙げた岩田望来はGI騎乗のための条件である通算勝利数31勝に達しておらず、また「親友である矢作さんの弟子なので」という森田調教師の意向もあり新たに坂井瑠星を鞍上に迎え、単勝オッズ65.7倍の12番人気での出走となった。レースでは好スタートを切るも後方から3、4番手に位置を取って競馬を進め、4コーナーで手応えが怪しくなったものの直線で外に進路を切り替えると末脚を発揮し、最後まで伸びを見せて5着に入線。優勝したワールドプレミアから0.4秒差、1番人気で3着となったヴェロックスに0.2秒差まで迫る健闘であり、上がり3ハロンは2着に入ったサトノルークスと並ぶメンバー中最速タイの35.7秒を記録した。レース後、鞍上の坂井は「外に出したら長くいい脚を使ってくれた。素晴らしいスタミナです」とコメント。森田調教師は「牡馬相手のGIで55キロを背負ってのものですから大したもの」「これだけの牡馬を相手によく伸びた。本当がんばっている」と述べた。
その後は有馬記念への出走も視野にあることが発表され、ファン投票でも第1回中間発表で18位、最終的に全体の21位となる2万118票を集めた。上位馬の動向によっては出走が可能な状況であったが、結果的に上位20頭中12頭が出走するメンバー構成となったこともあり、再び自己条件のレースに戻ることとなった。
12月21日阪神の江坂特別（2勝クラス、2400m）では再び岩田望来とのコンビとなり、2番人気で出走（馬体重は前走から増減なしの340kg）。レースでは前2頭が後続を大きく離す展開の中で後方から位置を押し上げていったが、直線半ばで伸びを欠き4着に敗退。鞍上の岩田は「仕掛けが早かったです。勝ちを意識しすぎました」とコメントした。

### 4歳（2020年）
年明け初戦は1月19日京都の日経新春杯（2400m）を選択。最軽量ハンデの49kgでの出走となり、格上挑戦ながら単勝オッズ9.4倍の6番人気に推されたが、レースでは最後方から前を追走する展開となり、直線では大外に持ち出して追い込んだものの前との差を詰め切れず9着に敗れた。レース後、鞍上の岩田は「2600メートル以上の距離がベストでしょう」とコメントし、森田調教師も「距離は長い方がいいのかな」と距離延長の方針を示した。
その後、招待を受けていたドバイゴールドカップ（3200m）への出走は辞退し、3月22日の阪神大賞典（3000m）に出走。2017年の菊花賞馬キセキや重賞2勝のユーキャンスマイルなどの有力馬が揃い、出走馬10頭中最低人気での出走となった。レースでは圧倒的人気に推されていたキセキが大きく出遅れる中で好スタートから中団に位置を取ると、最後の直線では馬群に包まれながらも内から脚を伸ばし、優勝したユーキャンスマイルから0.4秒差の5着でゴール。3着メイショウテンゲンや4着ムイトオブリガードとはタイム差無しでの入線であり、森田調教師は「理想的な展開になったけど、勝負どころでゴチャついた。スムーズなら3着はあったと思う」と述べた。
迎えた5月3日京都の天皇賞（春）（3200m）では後方から前を追走する競馬となったが、柔らかい馬場も影響して直線では伸びを見せられず11着に敗れた。
次走は自己条件の7月5日阪神の兵庫特別（2勝クラス、2400m）に出走。馬体重は過去最高の344kg、鞍上は初コンビとなる松山弘平となった。レースでは後方待機からスパートをかける競馬となったが、直線で伸びを欠き3着。森田調教師は「小柄だけに、重い馬場がこたえた。この時期の馬場は合わない」とコメントした。

### 5歳（2021年）
前走後は休養を挟み、1月5日京都の万葉ステークス（OP、3000m）への出走を予定していたが、賞金順で除外されたため1月24日小倉の海の中道特別（2勝クラス、2600m）に出走。鞍上には初コンビとなる横山和生を迎えた。重馬場で行われたレースではスタートから好位の3、4番手に付け、直線で先頭に立つとそのまま後続を振り切って優勝、通算3勝目を挙げた。馬体重はキャリア最高となる346kgであったが、これは1986年以降のJRA特別戦での最小馬体重勝利記録を20kg更新する数字となった。
次走は京都競馬場の改修工事のため阪神競馬場芝3200mでの施行となった松籟ステークス（3勝クラス）に出走。馬体重は過去最高の348kgとなり、3番人気で迎えたレースでは後方に位置を取ったが、直線で前との差を詰められず7着に敗れた。その後は阪神の大阪-ハンブルクカップ（OP、2600m）、天皇賞（春）と2戦続けて格上挑戦をするも10着、11着といずれも二桁着順に敗れる。自己条件に戻った6月12日東京のジューンステークス（2400m）は完走馬中最下位の10着に敗退。次走はファン投票でも29位に選ばれていた宝塚記念に出走し、13頭中11着に終わった。
秋の初戦は10月31日阪神の古都ステークス（3勝クラス、芝3000m）を選択し、前年の天皇賞・春以来の騎乗となる岩田望来とのコンビで出走。馬体重は前走比10キロ増、過去最高を更新する354kgとなった。レースでは好位から競馬を進めると、ゴール手前で逃げ馬を1馬身差で差し切って優勝し、通算4勝目を挙げオープン入りを果たした。また、このレースの1週前には半弟タイトルホルダーが同じく阪神3000mで開催された菊花賞を制しており、2週連続で姉弟による同舞台での勝利となった。
その後、陣営は有馬記念への挑戦を発表。ファン投票において24位となり、ファン投票10頭以内となったことから予定通り出走。弟であるタイトルホルダーとの初の直接対決となったが、結果は15着であった。

### 6歳（2022年）
この年は初戦に芝3400mのGIIIダイヤモンドステークス を選択。馬体重346kgで、初めてコンビを組んだ菅原明良を鞍上にコンビを組んだ、7番人気に推されたものの14頭中13着に敗れた。 
続いて3年連続となる天皇賞（春）に出走。前年の有馬記念以来2度目の姉弟対決となった。16番人気の低評価で迎えたレースでは、道中は中団から。勝負どころからは徐々に前との差が開いたが、最後まで踏ん張り勝ち馬の弟タイトルホルダーとは2秒8差ながら9着に食い込んだ。鞍上の岩田望来は「いい位置を取れましたし、辛抱して頑張ってくれました。長い距離なら、かみ合えば頑張れる力はあります」と振り返った。
6月26日、宝塚記念に出走。ファン投票17位での選出であった。前走に続き3度目の姉弟対決となり、弟のタイトルホルダーはファン投票1位での選出となった。レースでは終始後方に待機し、4コーナーで内へと追い出したが全く伸びず、弟のレコード勝ちを後ろで眺める13着に終わった。レース後、初コンビを組んだ鞍上の団野大成は｢精一杯頑張ってくれた。ファン投票でこの舞台に立たせてもらえてよかったです。｣とファンの後押しに感謝を述べた。休養後に秋は12月3日のステイヤーズステークスで復帰し、菅原とコンビで5着となり、6歳シーズンを終えた。

### 7歳（2023年）
7歳初戦は3月19日の阪神大賞典で今村聖奈との初コンビで臨んだが11着と敗れた。その後は4年連続の天皇賞（春）に2021年の宝塚記念以来となる幸英明の鞍上で出走を果たし12着となった。その後は9月3日の札幌競馬場の丹頂ステークス（オープン・芝2600m、10着）、12月のステイヤーズステークス（8着）と出走し、7歳シーズンを終えた。

### 8歳（2024年）
8歳となったシーズンも現役を続行した。初戦となった1月6日の万葉ステークス（オープン・芝3000m）では3着に入り、2021年10月以来の馬券圏内に好走するも、目指していた天皇賞（春）のステップとなる3月17日の阪神大賞典を直前1週間前の追い切りで右前肢の深管に骨瘤の不安が出たため、回避。4月28日の天皇賞（春）には間に合って出馬投票は行ったものの、出走馬決定順で非抽選（除外）となり5年連続出走は果たせなかった。このため、翌週5月4日の東京のメトロポリタンステークス（リステッド競走、芝2400m）に出走したが7着となった。結果的にこのレースが現役最終戦となった。
その後は休養を経て、11月の段階では9歳となる翌2025年も1月の万葉ステークスを目標とし現役続行の意向であったが、12月15日の調教後に右前肢の腫れが見られたため、栗東トレセン内の診療所でエコー検査を受けた結果、深屈腱付近の損傷の再発が判明し、関係者と協議した結果、同月18日に現役引退と繁殖入りが馬主であるレックススタッドのホームページで発表された。引退後は故郷の岡田スタッドで繁殖牝馬として供用される。

## 競走成績
以下の内容は、netkeiba.comの情報に基づく。
| 競走日     | 競馬場 | 競走名           | 格   | 距離（馬場）  | 頭 数 | 枠 番 | 馬 番 | オッズ （人気） | 着順 | タイム （上がり3F） | 着差 | 騎手        | 斤量 [kg] | 1着馬（2着馬）         | 馬体重 [kg] |
| ---------- | ------ | ---------------- | ---- | ------------- | ----- | ----- | ----- | --------------- | ---- | ------------------- | ---- | ----------- | --------- | ---------------------- | ----------- |
| 2018.10.13 | 京都   | 2歳新馬          |      | 芝1600m（良） | 17    | 6     | 11    | 351.7（16人）   | 10着 | R1:36.1（35.7）     | -1.8 | 0三津谷隼人 | 51        | ウルクラフト           | 336         |
| 0000.11.04 | 京都   | 2歳未勝利        |      | 芝1800m（良） | 15    | 8     | 14    | 412.7（15人）   | 13着 | R1:51.3（35.7）     | -1.3 | 0三津谷隼人 | 51        | メイショウクライム     | 340         |
| 0000.11.25 | 京都   | 2歳未勝利        |      | 芝2000m（良） | 12    | 5     | 5     | 330.1（12人）   | 03着 | R2:02.3（35.5）     | -0.6 | 0三津谷隼人 | 51        | ヒルノダカール         | 340         |
| 0000.12.23 | 阪神   | 2歳未勝利        |      | 芝2000m（稍） | 16    | 6     | 11    | 070.2（12人）   | 06着 | R2:04.4（36.3）     | -0.5 | 0三津谷隼人 | 51        | アールコンセンサス     | 342         |
| 2019.03.02 | 小倉   | 3歳未勝利        |      | 芝2000m（良） | 18    | 4     | 8     | 024.60（6人）   | 10着 | R2:03.0（37.1）     | -1.5 | 0丹内祐次   | 54        | トロハ                 | 330         |
| 0000.03.24 | 中京   | 3歳未勝利        |      | 芝2000m（良） | 16    | 4     | 8     | 176.0（11人）   | 13着 | R2:05.0（34.5）     | -1.6 | 0酒井学     | 54        | ニューアビリティ       | 338         |
| 0000.04.13 | 阪神   | 3歳未勝利        |      | 芝2000m（良） | 16    | 2     | 3     | 177.4（11人）   | 07着 | R2:03.1（36.0）     | -1.2 | 0酒井学     | 54        | レッドアウローラ       | 336         |
| 0000.04.29 | 京都   | 3歳未勝利        |      | 芝2000m（良） | 14    | 4     | 5     | 059.40（9人）   | 06着 | R2:02.2（35.1）     | -1.0 | 0三津谷隼人 | 51        | スカーフェイス         | 338         |
| 0000.05.26 | 京都   | 3歳未勝利        |      | 芝2400m（良） | 14    | 5     | 8     | 063.3（10人）   | 03着 | R2:27.6（34.2）     | -0.6 | 0斎藤新     | 51        | ゴッドフルール         | 336         |
| 0000.06.15 | 阪神   | 3歳未勝利        |      | 芝2400m（稍） | 13    | 5     | 10    | 009.30（5人）   | 01着 | R2:28.8（35.7）     | -1.5 | 0岩田望来   | 51        | （ダンディズム）       | 340         |
| 0000.07.13 | 中京   | 3歳上1勝クラス   |      | 芝2000m（稍） | 15    | 8     | 14    | 007.80（5人）   | 13着 | R2:02.2（35.4）     | -1.4 | 0岩田望来   | 49        | タンタラス             | 336         |
| 0000.09.28 | 阪神   | 3歳上1勝クラス   |      | 芝2600m（良） | 10    | 8     | 10    | 004.60（2人）   | 01着 | R2:37.1（35.1）     | -0.4 | 0岩田望来   | 49        | （サダムラピュタ）     | 338         |
| 0000.10.20 | 京都   | 菊花賞           | GI   | 芝3000m（良） | 18    | 4     | 8     | 065.7（12人）   | 05着 | R3:06.4（35.7）     | -0.4 | 0坂井瑠星   | 55        | ワールドプレミア       | 340         |
| 0000.12.21 | 阪神   | 江坂特別         | 2勝  | 芝2400m（良） | 11    | 7     | 9     | 003.10（2人）   | 04着 | R2:25.6（35.1）     | -0.1 | 0岩田望来   | 53        | バラックパリンカ       | 340         |
| 2020.01.19 | 京都   | 日経新春杯       | GII  | 芝2400m（良） | 14    | 1     | 1     | 008.40（6人）   | 09着 | R2:27.9（34.9）     | -1.0 | 0岩田望来   | 49        | モズベッロ             | 340         |
| 0000.03.22 | 阪神   | 阪神大賞典       | GII  | 芝3000m（良） | 10    | 2     | 2     | 049.0（10人）   | 05着 | R3:03.4（36.2）     | -0.4 | 0岩田望来   | 53        | ユーキャンスマイル     | 342         |
| 0000.05.03 | 京都   | 0天皇賞（春）    | GI   | 芝3200m（良） | 14    | 6     | 10    | 105.4（13人）   | 11着 | R3:18.2（35.5）     | -1.7 | 0岩田望来   | 56        | フィエールマン         | 340         |
| 0000.07.05 | 阪神   | 兵庫特別         | 2勝  | 芝2400m（稍） | 12    | 5     | 6     | 003.80（3人）   | 03着 | R2:28.1（36.6）     | -2.1 | 0松山弘平   | 55        | ロールオブサンダー     | 344         |
| 2021.01.24 | 小倉   | 海の中道特別     | 2勝  | 芝2600m（重） | 11    | 8     | 11    | 005.20（3人）   | 01着 | R2:42.3（37.7）     | -0.2 | 0横山和生   | 55        | （アドマイヤポラリス） | 346         |
| 0000.02.27 | 阪神   | 松籟S            | 3勝  | 芝3200m（良） | 14    | 5     | 8     | 005.20（3人）   | 07着 | R3:16.1（36.3）     | -1.2 | 0横山和生   | 54        | ディアスティマ         | 348         |
| 0000.04.11 | 阪神   | 大阪-ハンブルクC | OP   | 芝2600m（良） | 14    | 5     | 8     | 006.50（2人）   | 10着 | R2:36.3（34.3）     | -1.2 | 0酒井学     | 51        | ミスマンマミーア       | 346         |
| 0000.05.02 | 阪神   | 0天皇賞（春）    | GI   | 芝3200m（良） | 17    | 8     | 16    | 154.9（16人）   | 11着 | R3:17.4（38.5）     | -2.7 | 0池添謙一   | 56        | ワールドプレミア       | 342         |
| 0000.06.12 | 東京   | ジューンS        | 3勝  | 芝2400m（良） | 11    | 6     | 7     | 010.00（5人）   | 10着 | R2:26.7（35.6）     | -2.1 | 0戸崎圭太   | 54        | シルヴァーソニック     | 346         |
| 0000.06.27 | 阪神   | 宝塚記念         | GI   | 芝2200m（良） | 13    | 3     | 3     | 153.9（10人）   | 11着 | R2:12.8（35.7）     | -1.9 | 0幸英明     | 56        | クロノジェネシス       | 344         |
| 0000.10.31 | 阪神   | 古都S            | 3勝  | 芝3000m（良） | 11    | 3     | 3     | 005.30（4人）   | 01着 | R3:07.2（35.3）     | -0.1 | 0岩田望来   | 53        | （タイセイモナーク）   | 354         |
| 0000.12.26 | 中山   | 有馬記念         | GI   | 芝2500m（良） | 16    | 2     | 4     | 146.8（15人）   | 15着 | R2:35.2（38.8）     | -3.2 | 0岩田望来   | 55        | エフフォーリア         | 352         |
| 2022.02.19 | 東京   | ダイヤモンドS    | GIII | 芝3400m（良） | 14    | 7     | 12    | 015.40（7人）   | 13着 | R3:32.2（36.4）     | -2.1 | 0菅原明良   | 52        | テーオーロイヤル       | 346         |
| 0000.05.01 | 阪神   | 0天皇賞（春）    | GI   | 芝3200m（稍） | 18    | 3     | 6     | 123.3（16人）   | 09着 | R3:19.0（38.0）     | -2.8 | 0岩田望来   | 56        | タイトルホルダー       | 352         |
| 0000.06.26 | 阪神   | 宝塚記念         | GI   | 芝2200m（良） | 17    | 2     | 3     | 210.3（16人）   | 13着 | R2:12.0（37.0）     | -2.3 | 0団野大成   | 56        | タイトルホルダー       | 354         |
| 0000.12.03 | 中山   | ステイヤーズS    | GII  | 芝3600m（良） | 14    | 3     | 4     | 050.2（11人）   | 05着 | R3:46.8（36.2）     | -0.5 | 0菅原明良   | 54        | シルヴァーソニック     | 358         |
| 2023.03.19 | 阪神   | 阪神大賞典       | GII  | 芝3000m（良） | 14    | 6     | 10    | 089.60（8人）   | 11着 | R3:08.7（35.4）     | -2.6 | 0今村聖奈   | 55        | ジャスティンパレス     | 358         |
| 0000.04.30 | 京都   | 0天皇賞（春）    | GI   | 芝3200m（稍） | 17    | 2     | 4     | 243.0（14人）   | 12着 | R3:18.0（36.3）     | -1.9 | 0幸英明     | 56        | ジャスティンパレス     | 354         |
| 0000.09.03 | 札幌   | 丹頂S            | OP   | 芝2600m（良） | 14    | 7     | 11    | 007.40（5人）   | 10着 | R2:44.2（39.2）     | -2.4 | 0鮫島克駿   | 53        | ジャンカズマ           | 360         |
| 0000.12.02 | 中山   | ステイヤーズS    | GII  | 芝3600m（良） | 16    | 3     | 6     | 059.5（12人）   | 08着 | 03:46.7（34.4）     | -1.3 | 0菅原明良   | 55        | アイアンバローズ       | 358         |
| 2024.01.06 | 京都   | 万葉S            | OP   | 芝3000m（良） | 13    | 2     | 2     | 023.50（7人）   | 03着 | R3:05.6（36.7）     | -0.3 | 0幸英明     | 52        | メイショウブレゲ       | 358         |
| 0000.05.04 | 東京   | メトロポリタンS  | L    | 芝2400m（良） | 8     | 8     | 8     | 024.30（6人）   | 07着 | R2:25.6（35.3）     | -2.2 | 0菅原明良   | 55        | バトルボーン           | 356         |

- タイム欄のRはレコード勝ちを示す

## 最小馬体重記録
以下は全てJRAにおける歴代最小馬体重記録（特筆無き場合1971年以降の集計）
- 出走　　　　　　 - 330kg[25] （2019年3月2日 3歳未勝利）※1位タイ
- 2歳出走 　　　　 - 336kg[25] （2018年10月13日 2歳新馬）
- 勝利　　　　　　 - 338kg[31] （2019年9月28日 3歳上1勝クラス）
- 特別競走勝利　　 - 346kg[76] （2021年1月24日 海の中道特別）※1986年以降
- 重賞出走　　　　 - 340kg[43] （2019年10月20日 菊花賞）
- 菊花賞出走　　　 - 340kg[44] （2019年10月20日 菊花賞）
- 天皇賞（春）出走 - 340kg[90] （2020年5月3日 天皇賞（春））

## エピソード
人気
小柄な馬体、イスラボニータやオウケンブルースリのような白く太い流星を持つ可愛らしい顔、三冠馬オルフェーヴルの娘であることなどから多くのファンの人気を集めており、JRAホームページの出走馬紹介では2020年日経新春杯出走時に「条件馬であるにもかかわらず、重賞勝ち馬並みの知名度と人気を誇っている」、同年の阪神大賞典出走時には「現在も2勝クラスの条件馬ながら、GI馬にも匹敵するほどのアイドルホース」との記述がなされている。2021年に京都競馬場が行った、ファン投票によりこれまでに作られていない、または過去に製作実績があっても現在販売されていない競走馬のアイドルホースを制作するアイドルホースオーディションでは2位となった。
SNS
管理調教師の森田直行はインスタグラムに本馬専用のアカウントを作成しており、厩舎や調教での様子を撮影した写真が投稿されている。
ショーグンとの比較
先述の最高馬体重での出走記録と勝利記録を持つショーグンは競走馬としての登録を抹消され現役を引退しているが、引退後は阪神競馬場で誘導馬を勤めており、阪神競馬場での出走時に両馬の姿を同時に見られる場合もあった。

## 血統表
| メロディーレーンの血統      | メロディーレーンの血統                                    | メロディーレーンの血統                                    | （血統表の出典）                                          | （血統表の出典）  |
| 父系                        | サンデーサイレンス系                                      | サンデーサイレンス系                                      | サンデーサイレンス系                                      | [ § 2 ]           |
| 父 オルフェーヴル 2008 栗毛 | 父の父ステイゴールド 1994 黒鹿毛                          | *サンデーサイレンス                                       | Halo                                                      | Halo              |
| 父 オルフェーヴル 2008 栗毛 | 父の父ステイゴールド 1994 黒鹿毛                          | *サンデーサイレンス                                       | Wishing Well                                              |                   |
| 父 オルフェーヴル 2008 栗毛 | 父の父ステイゴールド 1994 黒鹿毛                          | ゴールデンサッシュ                                        | *ディクタス                                               | *ディクタス       |
| 父 オルフェーヴル 2008 栗毛 | 父の父ステイゴールド 1994 黒鹿毛                          | ゴールデンサッシュ                                        | ダイナサッシュ                                            |                   |
| 父 オルフェーヴル 2008 栗毛 | 父の母オリエンタルアート 1997 栗毛                        | メジロマックイーン                                        | メジロティターン                                          | メジロティターン  |
| 父 オルフェーヴル 2008 栗毛 | 父の母オリエンタルアート 1997 栗毛                        | メジロマックイーン                                        | メジロオーロラ                                            |                   |
| 父 オルフェーヴル 2008 栗毛 | 父の母オリエンタルアート 1997 栗毛                        | エレクトロアート                                          | *ノーザンテースト                                         | *ノーザンテースト |
| 父 オルフェーヴル 2008 栗毛 | 父の母オリエンタルアート 1997 栗毛                        | エレクトロアート                                          | *グランマスティーヴンス                                   |                   |
| 母 *メーヴェ 2008 黒鹿毛    | 母の父Motivator 2002 鹿毛                                 | Montjeu                                                   | Sadler's Wells                                            | Sadler's Wells    |
| 母 *メーヴェ 2008 黒鹿毛    | 母の父Motivator 2002 鹿毛                                 | Montjeu                                                   | Floripedes                                                |                   |
| 母 *メーヴェ 2008 黒鹿毛    | 母の父Motivator 2002 鹿毛                                 | Out West                                                  | Gone West                                                 | Gone West         |
| 母 *メーヴェ 2008 黒鹿毛    | 母の父Motivator 2002 鹿毛                                 | Out West                                                  | Chellingoua                                               |                   |
| 母 *メーヴェ 2008 黒鹿毛    | 母の母Top Table 1989 鹿毛                                 | Shirley Heights                                           | Mill Reef                                                 | Mill Reef         |
| 母 *メーヴェ 2008 黒鹿毛    | 母の母Top Table 1989 鹿毛                                 | Shirley Heights                                           | Hardiemma                                                 |                   |
| 母 *メーヴェ 2008 黒鹿毛    | 母の母Top Table 1989 鹿毛                                 | Lora's Guest                                              | Be My Guest                                               | Be My Guest       |
| 母 *メーヴェ 2008 黒鹿毛    | 母の母Top Table 1989 鹿毛                                 | Lora's Guest                                              | Lora                                                      |                   |
| 母系(F-No.)                 | Mumtaz Mahal系(FN:9-c)                                    | Mumtaz Mahal系(FN:9-c)                                    | Mumtaz Mahal系(FN:9-c)                                    | [ § 3 ]           |
| 5代内の近親交配             | Northern Dancer 5×5・5=9.38%、ノーザンテースト 5・4=9.38% | Northern Dancer 5×5・5=9.38%、ノーザンテースト 5・4=9.38% | Northern Dancer 5×5・5=9.38%、ノーザンテースト 5・4=9.38% | [ § 4 ]           |
| 出典                        | 1. 2. 3. 4.                                               | 1. 2. 3. 4.                                               | 1. 2. 3. 4.                                               | 1. 2. 3. 4.       |

- 母メーヴェはイギリス産馬。現役時代には芝2600mOPの丹頂ステークスで優勝した。
- 半弟に2021年菊花賞、2022年天皇賞（春）、宝塚記念勝ち馬のタイトルホルダー（父ドゥラメンテ）がいる。
- 4代母Loraを祖とする牝系には凱旋門賞馬ゴールデンホーン、チャンピオンステークスを連覇したクラックスマンなどの活躍馬が名を連ねている。
- 9代母は一大牝系を作り上げた名繁殖牝馬ムムタズマハル。